# Andeskluut
De Andeskluut (Recurvirostra andina) is een vogel uit de familie van de Recurvirostra (Steltkluten en kluten).

## Verspreiding en leefgebied
Deze soort komt voor van Peru tot noordwestelijk Argentinië en noordelijk Chili.